# Сражение у Ура-Тюбе
Сражение у Ура-Тюбе — сражение, произошедшая 5 января 1861 года близ Чахарбага, у стен Ура-Тюбе (ныне город Истаравшан), между кокандскими войсками под командованием Алимкула и бухарской армией, направлявшейся на помощь Абд ар-Гаффар беку (бухарскому наместнику Ура-Тюбе).

## Предыстория
В декабре—январе 1858—1859 годов видный бухарский сановник Канаат-шах, получив от бухарского эмира пограничную крепость Нау, сдал её кокандцам и снискал расположение Малла-хана. Тогда же кокандцы второй раз оккупировали Каратегин. Эти события осложнили отношения Коканда с Бухарой и обострили обстановку на границе.
Сообщается, что сразу же после каратегинского похода в «Тухфат ат-Таварих-и Хани» произошло наступление кокандских войск под командованием Душабая-пансада и Сарымсака в сторону Джизака, в ходе которого удалось захватить у кочевников Уч-кудука (Кызылкумы) большую добычу. Удачным для кокандцев оказалось и столкновение с джизакцами под Рибатом (январь-февраль 1860).
В 1859—1860 годах Малла-хан специально отправил войско в количестве 3—4 тысяч человек в местности Иланлик и Кара-тепе (расположенную за Ура-Тюбе). Набег был совершён с обычной для хана жестокостью. Однако на обратном пути отряд был разбит правителем Ура-Тюбе. Через год наместник крепости Нау и, один из потомков правителей Ура-Тюбе (Абд ар-Гаффар-бек) поднял мятеж против Малла-хана, а затем совершил набег на Исфару, что побудило Малла-хана выступить в поход на Ура-Тюбе.

## Ход сражения
Кокандцы взяли Ура-Тюбе в осаду, на помощь к Гаффар-беку приближались бухарские силы. В сражении у стен Ура-Тюбе бухарская 18-тысячная армия была разгромлена молодым кокандским полководцем Алимкулом, который блестяще применил линейную тактику боя. В плен к кокандцам попало по разным оценкам от 600 до 1000 бухарских воинов.
Описание боя изложено в кокандских источниках, таких как: «Тухфат ат-Таварих-и Хани», «Та’рих-и джахан-нама», «Мир’ат ал-футух» и «Ансаб ас-салатин ва Таварих ал-хавакин».
В сражении у Ура-Тюбе огню 400—500 мушкетов противника Алимкул противопоставил залп из 1000 или 2000 ружей своих стрелков, построенных в 10 рядов и перешедших после стрельбы в наступление, что решило исход сражения.

## Последствия
Кокандцы продолжили держать в блокаде Ура-Тюбе. Блокада крепости возымела своё действие к весне 1861 года, когда наступила пора сева. Эта блокада наносила огромный материальный ущерб, Барат-бек (хаким Ура-Тюбе, назначенный Музаффаром вместо Гаффар-бека) вынужден был пойти на переговоры с кокандцами. В результате переговоров крепость Ура-Тюбе вошла в состав Кокандского ханства.

### Книги
- Бейсембиев Т. К. Кокандская историография. Исследование по источниковедению Средней Азии XVIII-XIX веков. — Алм.: Принт-С, 2009. — 1263 с. — ISBN 978-9-96548-284-7.
- Набиев Р.Н. Из истории Кокандского ханства (феодальное хозяйство Худояр-хана). — Ташкент: Изд-во ФАН Узбекской ССР, 1973. — 387 с.